# Liga Nacional de Baloncesto Profesional de México 2008-2009
La Temporada 2008-2009 de la LNBP fue la novena edición de la Liga Nacional de Baloncesto Profesional de México. En un principio se planeó una temporada regular de 576 partidos (48 juegos por cada uno de los 24 equipos), que comenzó el jueves 4 de septiembre de 2008 y terminó el sábado 31 de enero de 2009.
La postemporada inició el 3 de febrero de 2009 y terminó el 18 de marzo de ese mismo año.

## Eventos destacados
- Ingresaron a la liga 4 nuevos equipos: Estrellas Indebasquet del Distrito Federal, Loros de la Universidad de Colima, Potros ITSON de Obregón; así como el retorno de los Barreteros de Zacatecas al circuito.
- Salieron 4 equipos con respecto a la temporada anterior: Caballeros de Culiacán, Guerreros de Morelia, Mayas de Yucatán y Unión Zacatecas.
- Se dio un intercambio de zona entre dos equipos, y para esta temporada los Tecolotes de la UAG pasaron a la Zona Norte y los Santos Reales de San Luis a la Zona Sur.
- Se aumentó de 3 a 5 el número de extranjeros que podía tener cada equipo, con la condición de que 2 de ellos fueran latinoamericanos que para la liga se considerarían jugadores comunitarios.
- Se decidió que no se jugaría más la  Copa Independencia.
- Los Halcones UV Xalapa impusieron un nuevo récord en la liga de más juegos invictos al inicio de una temporada con 25, y terminaron la temporada invictos en casa con 24 juegos sin perder, más 3 más en playoffs, hasta que el equipo Panteras de Aguascalientes los derrotó en el primer juego de la Semifinal de Zona, quitando así el invicto que permanecía en Xalapa durante toda la temporada.
- El 6 de diciembre de 2008 se dio a conocer de manera oficial que la ciudad de Xalapa, Veracruz sería la sede en el Gimnasio de la USBI del Grupo “D” de la Liga de las Américas 2008-09 organizado por FIBA Américas; integrado por los equipos Liceo de Costa Rica de Costa Rica, Quimsa de Argentina, Soles de Mexicali de México y los anfitriones Halcones UV Xalapa también de México.
- Los Pioneros de Quintana Roo fue el tercer equipo mexicano que participó en la Liga de las Américas 2008-09, ya que integraron junto a los Capitanes de Arecibo de Puerto Rico, los Merengueros de Santo Domingo de la República Dominicana y el Minas Tenis Clube de Brasil el Grupo "A" de este torneo con sede en el Coliseo Manuel "Petaca" Iguina de Arecibo, Puerto Rico.
- La ciudad de México, D. F. organizó el Juego de Estrellas de la LNBP, que se realizó en el Gimnasio Olímpico Juan de la Barrera, en donde la Zona Sur derrotó a la Zona Norte por un marcador de 123 a 122. Previo al partido se realizó el concurso de "triples", cuyo título lo obtuvo Ray Castillo de los Halcones UV Xalapa. Mientras que el campeón de las "clavadas" fue Leroy Hickerson de los mismos Halcones UV Xalapa, quien también se llevó el nombramiento del Jugador Más Valioso del encuentro.
- El día 28 de enero de 2009 se anunció que los siguientes jugadores mexicanos participarían en la BSN (Baloncesto Superior Nacional) de Puerto Rico una vez que concluyera la temporada de la LNBP, y de acuerdo al sorteo de comunitarios fueron seleccionados de la siguiente manera: 6° Víctor Ávila del equipo Halcones UV Xalapa jugaría con los Atléticos de San Germán; 10° Omar Quintero del equipo Fuerza Regia de Monterrey con los Cariduros de Fajardo y 12° Víctor Mariscal del equipo Halcones UV Xalapa con los Cangrejeros de Santurce.
- El día 3 de febrero de 2009 se anunció que el jugador Gustavo Ayón del equipo Halcones UV Xalapa firmó un contrato por cuatro años con el equipo Baloncesto Fuenlabrada de la Liga ACB de España.
- El "Final Four" de Liga de las Américas 2008-09 se efectuó del 6 al 8 de febrero de 2009 en el Gimnasio de la USBI de Xalapa, Veracruz. En el cual se enfrentaron los 4 mejores equipos del continente: Minas Tenis Clube de Brasil, Biguá de Uruguay, Universo BRB de Brasil, y el anfitrión Halcones UV Xalapa de México. En la final del torneo Universo BRB derrotó 86-83 a Halcones UV Xalapa.
- Los Halcones UV Xalapa se proclamaron Pentacampeones de la Zona Sur.
- Los Soles de Mexicali se proclamaron Tricampeones de la Zona Norte y se repitió por tercer año consecutivo la Final entre Halcones UV Xalapa y Soles de Mexicali.
- Halcones UV Xalapa se coronó como bicampeón de la Liga Nacional de Baloncesto Profesional, y con esto obtuvo su tercer título Nacional al derrotar a los Soles de Mexicali en tiempo extra en el sexto juego de la serie por marcador de 94-90.
- Devon Damont Ford del equipo Panteras de Aguascalientes recibió el premio de Jugador Más Valioso (MVP) al liderar 5 categorías individuales (Créditos, Puntos, Tiros de 2, Tiros Libres y Faules Recibidos) y quedar segundo en otras 2 (Minutos -1618,35.17- y Robos de Balón -132,2.87).

## Campeón de Liga
El Campeonato de la LNBP lo obtuvieron los Halcones UV Xalapa (Primer equipo en ganar dos campeonatos consecutivos en la historia de la liga), los cuales derrotaron en la Serie Final a los Soles de Mexicali por 4 juegos a 2, coronándose el equipo xalapeño en calidad de local en el Gimnasio de la USBI de Xalapa, Veracruz.

## Equipos participantes
| Zona Norte                | Zona Norte                  | Zona Norte    |
| Equipo                    | Ciudad                      | Miembro desde |
| ------------------------- | --------------------------- | ------------- |
| Algodoneros de la Comarca | Torreón, Coahuila           | 2000          |
| Bravos de Piedras Negras  | Piedras Negras, Coahuila    | 2007-2008     |
| Correcaminos UAT Victoria | Ciudad Victoria, Tamaulipas | 2000          |
| Dorados de Chihuahua      | Chihuahua, Chihuahua        | 2000          |
| Fuerza Regia de Monterrey | Monterrey, Nuevo León       | 2001          |
| Galgos de Tijuana         | Tijuana, Baja California    | 2005          |
| Lobos de la U.A. de C.    | Saltillo, Coahuila          | 2000          |
| Lobos Grises de la UAD    | Durango, Durango            | 2005          |
| Potros ITSON de Obregón   | Ciudad Obregón, Sonora      | 2008-2009     |
| Soles de Mexicali         | Mexicali, Baja California   | 2005          |
| Tecolotes de la UAG       | Guadalajara, Jalisco        | 2001          |
| Venados de Nuevo Laredo   | Nuevo Laredo, Tamaulipas    | 2007-2008     |

| Zona Sur                                   | Zona Sur                         | Zona Sur      |
| Equipo                                     | Ciudad                           | Miembro desde |
| ------------------------------------------ | -------------------------------- | ------------- |
| Ángeles de Puebla                          | Puebla, Puebla                   | 2007-2008     |
| Barreteros de Zacatecas                    | Zacatecas, Zacatecas             | 2004          |
| Bucaneros de Campeche                      | Campeche, Campeche               | 2006          |
| Estrellas Indebasquet del Distrito Federal | México, D. F.                    | 2008-2009     |
| Halcones Rojos Veracruz                    | Veracruz, Veracruz               | 2005          |
| Halcones UV Córdoba                        | Córdoba, Veracruz                | 2007-2008     |
| Halcones UV Xalapa                         | Xalapa, Veracruz                 | 2003          |
| Lechugueros de León                        | León, Guanajuato                 | 2001          |
| Loros de la Universidad de Colima          | Colima, Colima                   | 2008-2009     |
| Panteras de Aguascalientes                 | Aguascalientes, Aguascalientes   | 2003          |
| Pioneros de Quintana Roo                   | Cancún, Quintana Roo             | 2006          |
| Santos Reales de San Luis                  | San Luis Potosí, San Luis Potosí | 2003          |

## Clasificación
- Actualizadas las clasificaciones al 31 de enero de 2009.

JJ = Juegos Jugados, JG = Juegos Ganados, JP = Juegos Perdidos, Ptos. = Puntos Obtenidos = (JGx2)+(JP), PF= Puntos a favor, PC = Puntos en contra, Dif. = Diferencia entre Ptos. a favor y en contra, JV = Juegos de Ventaja
| Zona Norte                | Zona Norte | Zona Norte | Zona Norte | Zona Norte | Zona Norte | Zona Norte | Zona Norte | Zona Norte |
| Equipo                    | JJ         | JG         | JP         | PF         | PC         | Dif.       | Ptos.      | JV         |
| ------------------------- | ---------- | ---------- | ---------- | ---------- | ---------- | ---------- | ---------- | ---------- |
| Soles de Mexicali         | 48         | 39         | 9          | 4337       | 3835       | 502        | 87         | --         |
| Tecolotes de la UAG       | 48         | 39         | 9          | 4404       | 4021       | 383        | 87         | --         |
| Lobos Grises de la UAD    | 48         | 29         | 19         | 4218       | 40003      | 215        | 77         | 10         |
| Algodoneros de la Comarca | 47         | 28         | 19         | 4358       | 4136       | 222        | 75         | 11         |
| Fuerza Regia de Monterrey | 48         | 25         | 23         | 4199       | 4099       | 100        | 73         | 14         |
| Dorados de Chihuahua      | 47         | 22         | 25         | 4030       | 3941       | 89         | 69         | 17         |
| Venados de Nuevo Laredo   | 48         | 19         | 29         | 4109       | 4314       | -205       | 67         | 20         |
| Lobos de la U.A. de C.    | 48         | 18         | 30         | 3864       | 3870       | -6         | 66         | 21         |
| Correcaminos UAT Victoria | 48         | 17         | 31         | 4132       | 4391       | -259       | 65         | 22         |
| Galgos de Tijuana         | 47         | 15         | 32         | 4074       | 4251       | -177       | 62         | 24         |
| Bravos de Piedras Negras  | 48         | 13         | 35         | 3886       | 4676       | -790       | 61         | 26         |
| Potros ITSON de Obregón   | 48         | 11         | 37         | 4001       | 4506       | -505       | 59         | 28         |

| Zona Sur                                   | Zona Sur | Zona Sur | Zona Sur | Zona Sur | Zona Sur | Zona Sur | Zona Sur | Zona Sur |
| Equipo                                     | JJ       | JG       | JP       | PF       | PC       | Dif.     | Ptos.    | JV       |
| ------------------------------------------ | -------- | -------- | -------- | -------- | -------- | -------- | -------- | -------- |
| Halcones UV Xalapa                         | 48       | 46       | 2        | 4739     | 3927     | 812      | 94       | --       |
| Halcones Rojos Veracruz                    | 47       | 34       | 13       | 4240     | 3981     | 259      | 81       | 12       |
| Halcones UV Córdoba                        | 48       | 31       | 17       | 4597     | 4208     | 389      | 79       | 15       |
| Panteras de Aguascalientes                 | 47       | 31       | 16       | 4049     | 3840     | 209      | 78       | 15       |
| Barreteros de Zacatecas                    | 48       | 27       | 21       | 4155     | 4027     | 128      | 75       | 19       |
| Bucaneros de Campeche                      | 48       | 26       | 22       | 3972     | 3969     | 3        | 74       | 20       |
| Santos Reales de San Luis                  | 48       | 24       | 24       | 4307     | 4158     | 149      | 72       | 22       |
| Lechugueros de León                        | 48       | 24       | 24       | 3893     | 3847     | 46       | 72       | 22       |
| Ángeles de Puebla                          | 48       | 19       | 29       | 4037     | 4318     | -281     | 67       | 27       |
| Pioneros de Quintana Roo                   | 47       | 17       | 30       | 4140     | 4179     | -39      | 64       | 29       |
| Loros de la Universidad de Colima          | 48       | 10       | 38       | 3563     | 4173     | -610     | 58       | 36       |
| Estrellas Indebasquet del Distrito Federal | 48       | 7        | 41       | 3667     | 4301     | -634     | 55       | 39       |

| Clasificado a los playoffs |

| Eliminado de los playoffs |

## Playoffs
|  | Cuartos de final de Zona | Cuartos de final de Zona | Cuartos de final de Zona |               |   | Semifinales de Zona | Semifinales de Zona | Semifinales de Zona |  |   | Finales de Zona | Finales de Zona | Finales de Zona |  |    | Final de Finales | Final de Finales | Final de Finales |  |
|  |                          |                          |                          |               |   |                     |                     |                     |  |   |                 |                 |                 |  |    |                  |                  |                  |  |
|  |                          |                          |                          |               |   |                     |                     |                     |  |   |                 |                 |                 |  |    |                  |                  |                  |  |
|  | 1                        | Soles                    | 3                        |               |   |                     |                     |                     |  |   |                 |                 |                 |  |    |                  |                  |                  |  |
|  | 1                        | Soles                    | 3                        |               |   |                     |                     |                     |  |   |                 |                 |                 |  |    |                  |                  |                  |  |
|  | 8                        | Lobos                    | 0                        |               |   |                     |                     |                     |  |   |                 |                 |                 |  |    |                  |                  |                  |  |
|  | 8                        | Lobos                    | 0                        |               | 1 | Soles               | 4                   |                     |  |   |                 |                 |                 |  |    |                  |                  |                  |  |
|  |                          |                          |                          |               | 1 | Soles               | 4                   |                     |  |   |                 |                 |                 |  |    |                  |                  |                  |  |
|  |                          |                          | 6                        | Dorados       | 2 |                     |                     |                     |  |   |                 |                 |                 |  |    |                  |                  |                  |  |
|  | 3                        | Lobos Grises             | 6                        | Dorados       | 2 | 1                   |                     |                     |  |   |                 |                 |                 |  |    |                  |                  |                  |  |
|  | 3                        | Lobos Grises             |                          |               |   |                     |                     |                     |  |   |                 |                 |                 |  |    |                  |                  |                  |  |
|  | 6                        | Dorados                  | 3                        |               |   |                     |                     |                     |  |   |                 |                 |                 |  |    |                  |                  |                  |  |
|  | 6                        | Dorados                  | 3                        |               |   |                     |                     |                     |  | 1 | Soles           | 4               |                 |  |    |                  |                  |                  |  |
|  | Zona Norte               |                          |                          |               |   |                     |                     |                     |  | 1 | Soles           | 4               |                 |  |    |                  |                  |                  |  |
|  |                          |                          | 2                        | Tecolotes     | 2 |                     |                     |                     |  |   |                 |                 |                 |  |    |                  |                  |                  |  |
|  | 2                        | Tecolotes                | 2                        | Tecolotes     | 2 | 3                   |                     |                     |  |   |                 |                 |                 |  |    |                  |                  |                  |  |
|  | 2                        | Tecolotes                |                          |               |   |                     |                     |                     |  |   |                 |                 |                 |  |    |                  |                  |                  |  |
|  | 7                        | Venados                  | 1                        |               |   |                     |                     |                     |  |   |                 |                 |                 |  |    |                  |                  |                  |  |
|  | 7                        | Venados                  | 1                        |               | 2 | Tecolotes           | 4                   |                     |  |   |                 |                 |                 |  |    |                  |                  |                  |  |
|  |                          |                          |                          |               | 2 | Tecolotes           | 4                   |                     |  |   |                 |                 |                 |  |    |                  |                  |                  |  |
|  |                          |                          | 4                        | Algodoneros   | 2 |                     |                     |                     |  |   |                 |                 |                 |  |    |                  |                  |                  |  |
|  | 4                        | Algodoneros              | 4                        | Algodoneros   | 2 | 3                   |                     |                     |  |   |                 |                 |                 |  |    |                  |                  |                  |  |
|  | 4                        | Algodoneros              |                          |               |   |                     |                     |                     |  |   |                 |                 |                 |  |    |                  |                  |                  |  |
|  | 5                        | Fuerza Regia             | 0                        |               |   |                     |                     |                     |  |   |                 |                 |                 |  |    |                  |                  |                  |  |
|  | 5                        | Fuerza Regia             | 0                        |               |   |                     |                     |                     |  |   |                 |                 |                 |  | N1 | Soles            | 2                |                  |  |
|  |                          |                          |                          |               |   |                     |                     |                     |  |   |                 |                 |                 |  | N1 | Soles            | 2                |                  |  |
|  |                          |                          | S1                       | Halcones Xal. | 4 |                     |                     |                     |  |   |                 |                 |                 |  |    |                  |                  |                  |  |
|  | 1                        | Halcones Xal.            | S1                       | Halcones Xal. | 4 | 3                   |                     |                     |  |   |                 |                 |                 |  |    |                  |                  |                  |  |
|  | 1                        | Halcones Xal.            |                          |               |   |                     |                     |                     |  |   |                 |                 |                 |  |    |                  |                  |                  |  |
|  | 8                        | Lechugueros              | 2                        |               |   |                     |                     |                     |  |   |                 |                 |                 |  |    |                  |                  |                  |  |
|  | 8                        | Lechugueros              | 2                        |               | 1 | Halcones Xal.       | 4                   |                     |  |   |                 |                 |                 |  |    |                  |                  |                  |  |
|  |                          |                          |                          |               | 1 | Halcones Xal.       | 4                   |                     |  |   |                 |                 |                 |  |    |                  |                  |                  |  |
|  |                          |                          | 4                        | Panteras      | 1 |                     |                     |                     |  |   |                 |                 |                 |  |    |                  |                  |                  |  |
|  | 4                        | Panteras                 | 4                        | Panteras      | 1 | 3                   |                     |                     |  |   |                 |                 |                 |  |    |                  |                  |                  |  |
|  | 4                        | Panteras                 |                          |               |   |                     |                     |                     |  |   |                 |                 |                 |  |    |                  |                  |                  |  |
|  | 5                        | Barreteros               | 1                        |               |   |                     |                     |                     |  |   |                 |                 |                 |  |    |                  |                  |                  |  |
|  | 5                        | Barreteros               | 1                        |               |   |                     |                     |                     |  | 1 | Halcones Xal.   | 4               |                 |  |    |                  |                  |                  |  |
|  | Zona Sur                 |                          |                          |               |   |                     |                     |                     |  | 1 | Halcones Xal.   | 4               |                 |  |    |                  |                  |                  |  |
|  |                          |                          | 3                        | Halcones Cór. | 1 |                     |                     |                     |  |   |                 |                 |                 |  |    |                  |                  |                  |  |
|  | 2                        | Halcones Rojos           | 3                        | Halcones Cór. | 1 | 3                   |                     |                     |  |   |                 |                 |                 |  |    |                  |                  |                  |  |
|  | 2                        | Halcones Rojos           |                          |               |   |                     |                     |                     |  |   |                 |                 |                 |  |    |                  |                  |                  |  |
|  | 7                        | Santos Reales            | 2                        |               |   |                     |                     |                     |  |   |                 |                 |                 |  |    |                  |                  |                  |  |
|  | 7                        | Santos Reales            | 2                        |               | 2 | Halcones Rojos      | 1                   |                     |  |   |                 |                 |                 |  |    |                  |                  |                  |  |
|  |                          |                          |                          |               | 2 | Halcones Rojos      | 1                   |                     |  |   |                 |                 |                 |  |    |                  |                  |                  |  |
|  |                          |                          | 3                        | Halcones Cór. | 4 |                     |                     |                     |  |   |                 |                 |                 |  |    |                  |                  |                  |  |
|  | 3                        | Halcones Cór.            | 3                        | Halcones Cór. | 4 | 3                   |                     |                     |  |   |                 |                 |                 |  |    |                  |                  |                  |  |
|  | 3                        | Halcones Cór.            |                          |               |   |                     |                     |                     |  |   |                 |                 |                 |  |    |                  |                  |                  |  |
|  | 6                        | Bucaneros                | 0                        |               |   |                     |                     |                     |  |   |                 |                 |                 |  |    |                  |                  |                  |  |
|  | 6                        | Bucaneros                | 0                        |               |   |                     |                     |                     |  |   |                 |                 |                 |  |    |                  |                  |                  |  |
|  |                          |                          |                          |               |   |                     |                     |                     |  |   |                 |                 |                 |  |    |                  |                  |                  |  |

## Líderes individuales
| Categoría         | Jugador                       | Equipo                            | Marca | Promedio | %     |
| ----------------- | ----------------------------- | --------------------------------- | ----- | -------- | ----- |
| Créditos          | Devon Damont Ford             | Panteras de Aguascalientes        | 1,215 | 26.41    | *     |
| Puntos            | Devon Damont Ford             | Panteras de Aguascalientes        | 1,196 | 26.00    | *     |
| Rebotes           | Jack Michael Martínez Ramírez | Halcones Rojos Veracruz           | 588   | 13.67    | *     |
| Asistencias       | Mark Antonio Borders          | Santos Reales de San Luis         | 257   | 5.59     | *     |
| Tiros de 2        | Devon Damont Ford             | Panteras de Aguascalientes        | 347   | 7.54     | 0.571 |
| Tiros de 3        | Michael Smith                 | Halcones UV Córdoba               | 176   | 3.74     | 0.428 |
| Tiros Libres      | Devon Damont Ford             | Panteras de Aguascalientes        | 265   | 5.76     | 0.847 |
| Minutos           | Leroy Davis III               | Loros de la Universidad de Colima | 1,783 | 37.15    | *     |
| Faltas Cometidas  | Jacinto Álvarez Vera          | Panteras de Aguascalientes        | 155   | 3.44     | *     |
| Faltas Recibidas  | Devon Damont Ford             | Panteras de Aguascalientes        | 239   | 5.20     | *     |
| Robos de Balón    | Hernán Salcedo Betancourt     | Ángeles de Puebla                 | 142   | 3.09     | *     |
| Pérdidas de balón | Michael Anthony Núñez Ambris  | Bucaneros de Campeche             | 109   | 2.32     | *     |
| Tapones           | Ja Ja Richards                | Barreteros de Zacatecas           | 70    | 2.12     | *     |

## Designaciones
A continuación se muestran las designaciones a los mejores jugadores de la temporada 2008-2009.
| Designación               | Ganador                      | Equipo                     |
| ------------------------- | ---------------------------- | -------------------------- |
| Jugador del año           | Devon Damont Ford            | Panteras de Aguascalientes |
| Guardia del año           | Devon Damont Ford            | Panteras de Aguascalientes |
| Delantero del año         | Gregory Devon Lewis          | Soles de Mexicali          |
| Centro del año            | Gustavo Alfonso Ayón Aguirre | Halcones UV Xalapa         |
| Jugador nacional del año  | Gustavo Alfonso Ayón Aguirre | Halcones UV Xalapa         |
| Jugador importado del año | Devon Damont Ford            | Panteras de Aguascalientes |
| Entrenador del año        | Lee Andrew Stoglin           | Halcones UV Xalapa         |